# Аржаан
Сільське поселення (сумон) Аржаан (тув.: Аржаан) входить до складу Пій-Хемського кожууна Республіки Тива Російської Федерації. Має статус центру сумона. Відстань до Турана 23 км, до Кизила – 68 км, до Москви – 3850 км.

## Населення
Населення сумона станом на 1 січня року
| Рік    | 2011 | 2012 | 2013 | 2014 | 2015 |
| ------ | ---- | ---- | ---- | ---- | ---- |
| Насел. | 838  | 833  | 800  | 780  | 786  |

## Пам'ятки культури
На околиці села в Уюкській долині розташована пам'ятка археології – курганна група «Аржаан» (долина царів), яка датується 7-3 ст. до н. е.